# Harald Ericson

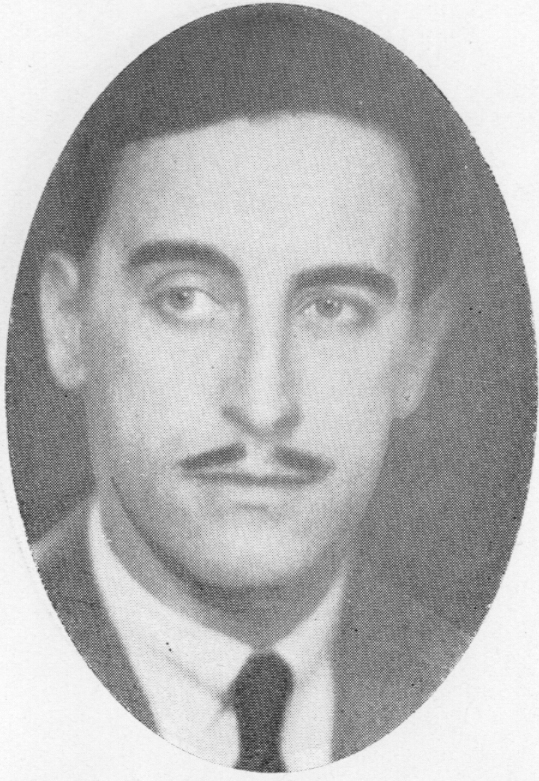
Harald Ericson.

Karl Harald Ossian Ericson, född 3 januari 1890 i Alanäs församling, Jämtlands län, död 13 januari 1972, var en svensk arkitekt. 

Ericson utexaminerades från Kungliga Tekniska högskolan 1915, var anställd hos arkitekt Erik Hahr i Stockholm och Västerås samma år, hos professor Sigurd Curman 1916, hos Arvid Bjerke och Ragnar Ossian Swensson i Göteborg 1916–1922, på Göteborgsutställningens arkitektkontor 1919–1922 och bedrev egen verksamhet 1922–1929. Han var stadsarkitekt i Borås stad 1929–1955, som den förste heltidsanställde på denna post i staden. . Efter att nämnda befattning övertagits av Roland Gandvik bedrev Ericson egen arkitektverksamhet.*

## Verk (urval)

### Göteborg
- Näktergalen 5, flerbostadshus tillsammans med Ragnar Ossian Swensson, 1924)
- Otterhall, affärshus (1927)

### Alingsås
- Kallbadhus (1933)

### Borås
- Erikslundsskolan, tillsammans med Ragnar Ossian Swensson, 1928–1930)
- Ramnasjöns kallbadhus (1932, rivet 1977)
- Sjöbo vattenverk (1932)
- Ramnaparkens sommarservering (1934, nedbrunnen 1956)
- Caroli församlingshem (1937)
- Textilinstitutet (1935), med påbyggnad (1952), sedermera delar av Sven Eriksongymnasiet
- Sagahuset, affärs-, biograf- och bostadshus (1938)
- Brandstationen, Olofsholm (1940)
- Sankt Sigfrids griftegård (1941)
- Kapellkrematorium, S:t Sigfrids griftegård (1944)
- Engelbrektsskolan (1949)
- Sjöboklint, pensionärshem (1955)
- Särlaskolan (1956)
- Stadshuset (tillsammans med Gandvik, 1957)
- Boråshallen (tillsammans med Gandvik, 1957)
- Gustav Adolfs församlingshem (1958)
- Korskyrkan (1964)
- Ryaverket, Bäckeskog (1965)

#### Bildgalleri

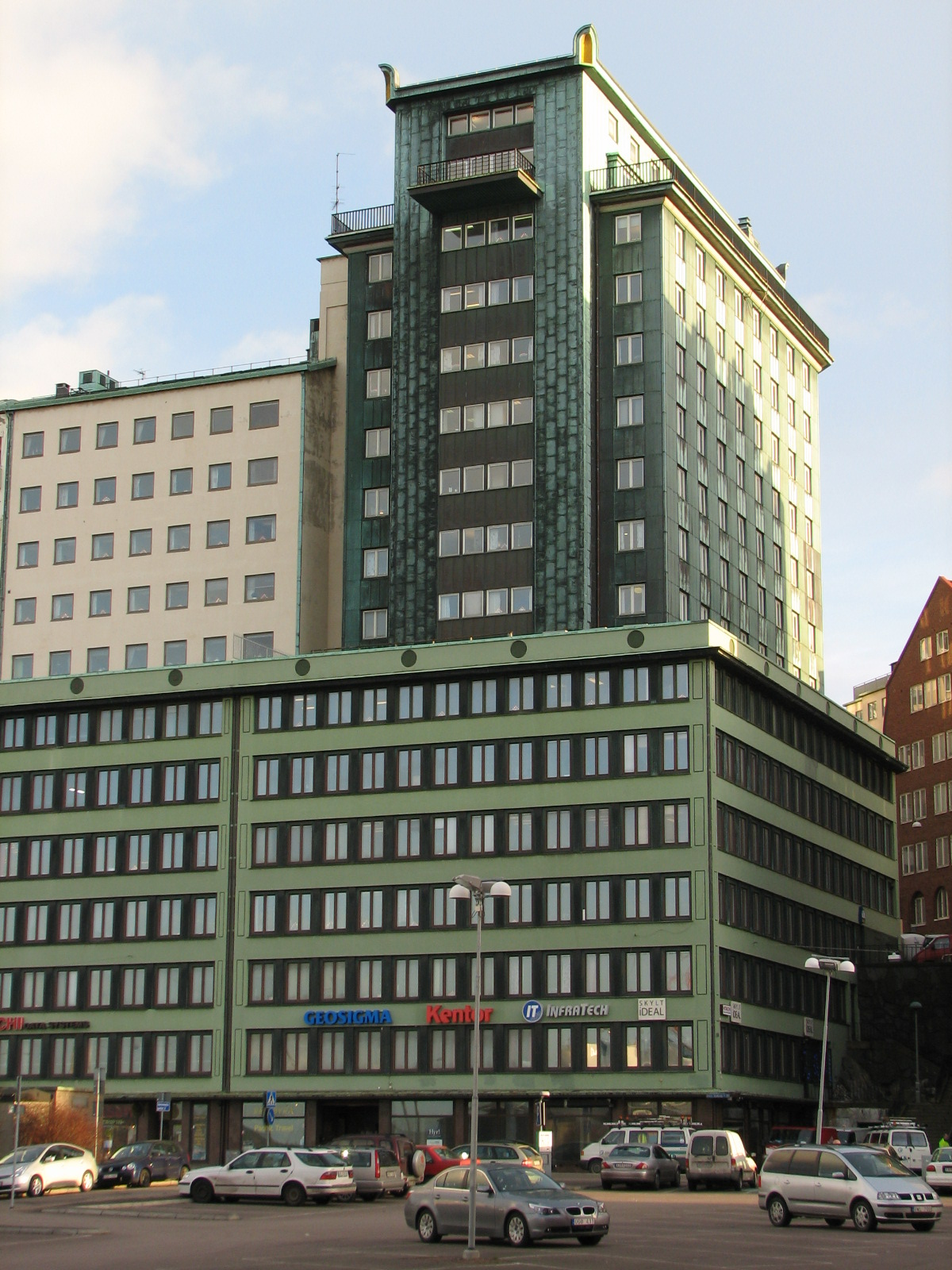
Otterhall
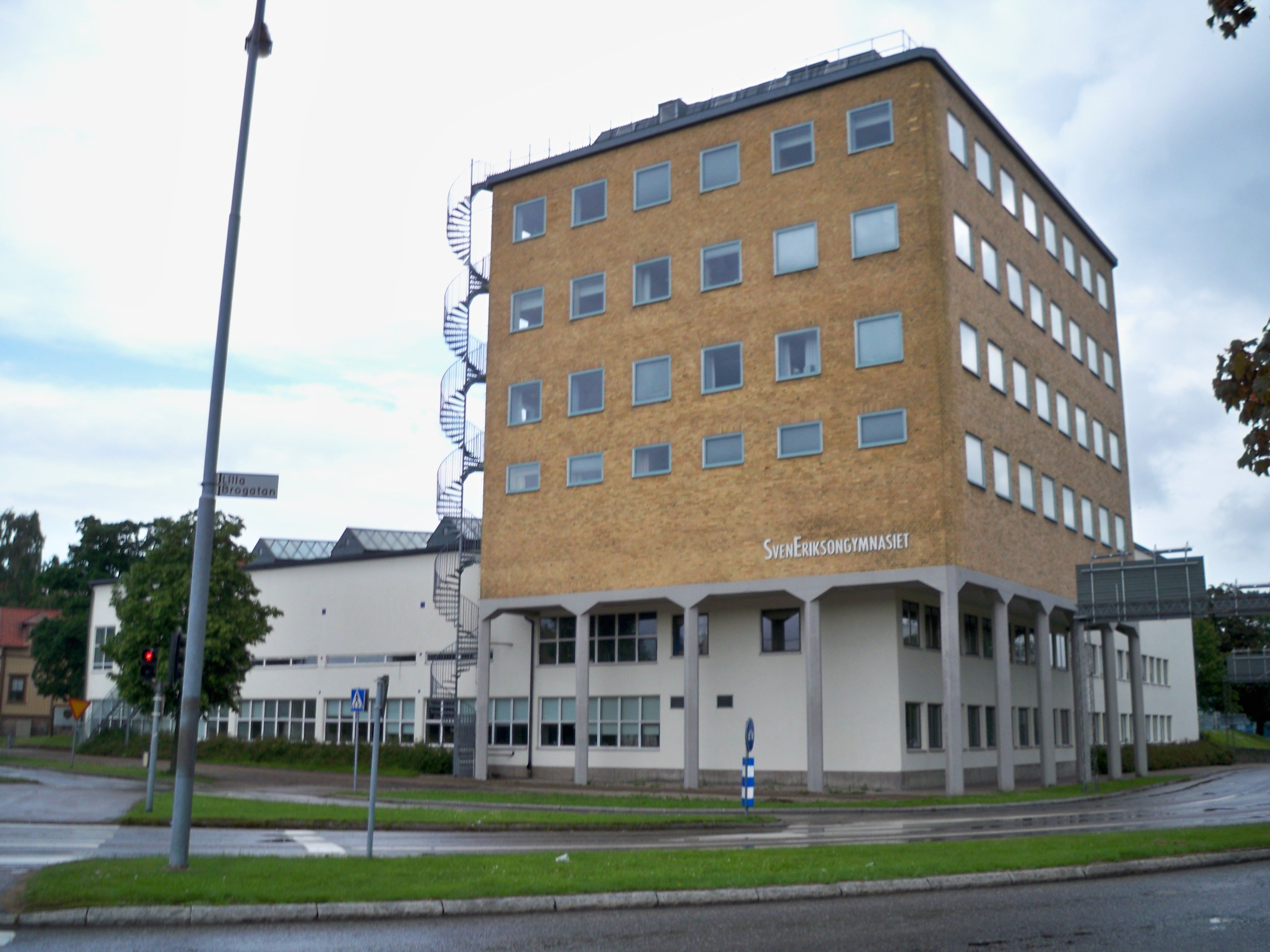
Det forna Textilinstitutets båda byggnader i hörnet av Varbergsvägen-Teknologgatan.
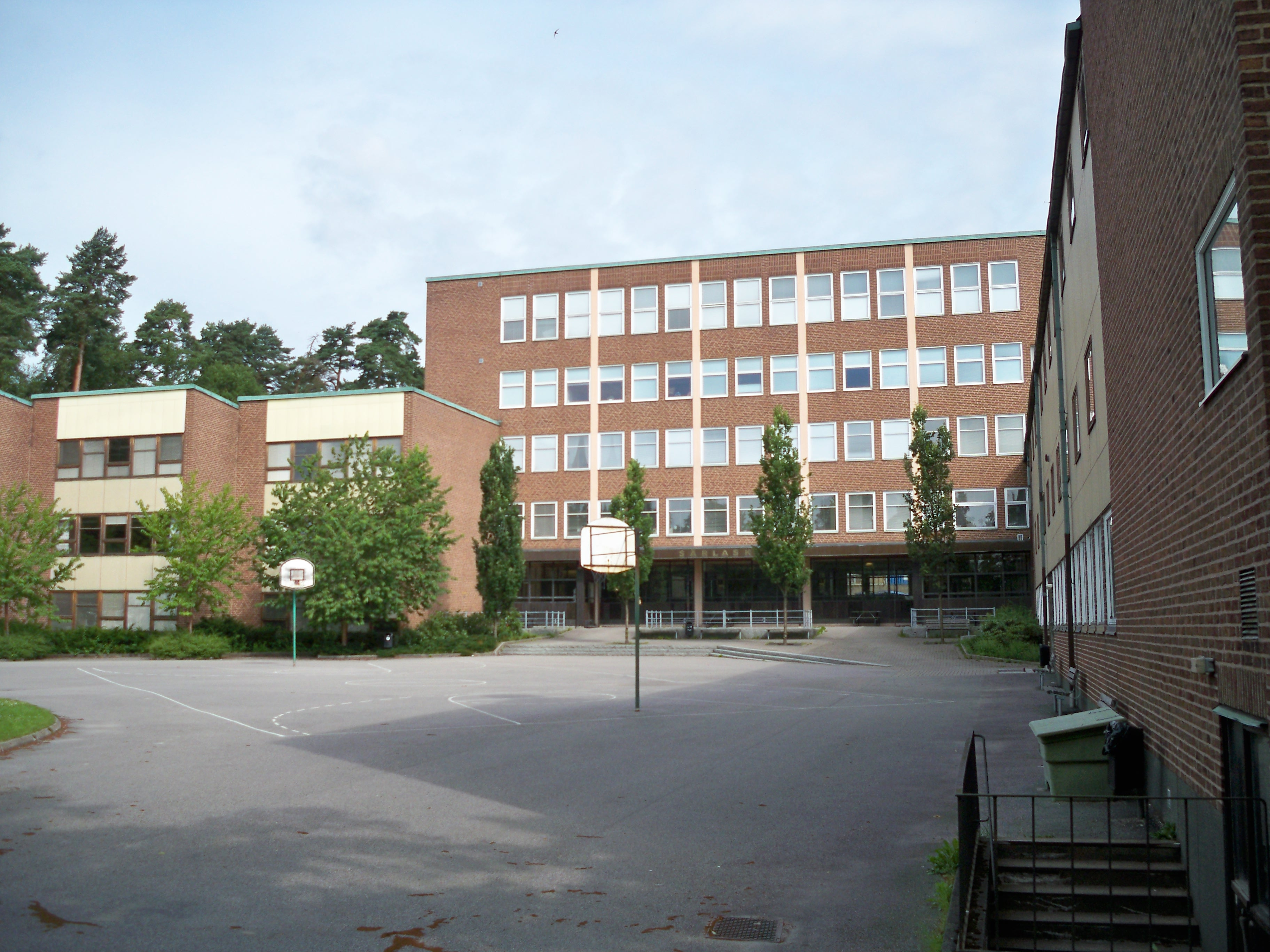
Särlaskolans huvudentré.
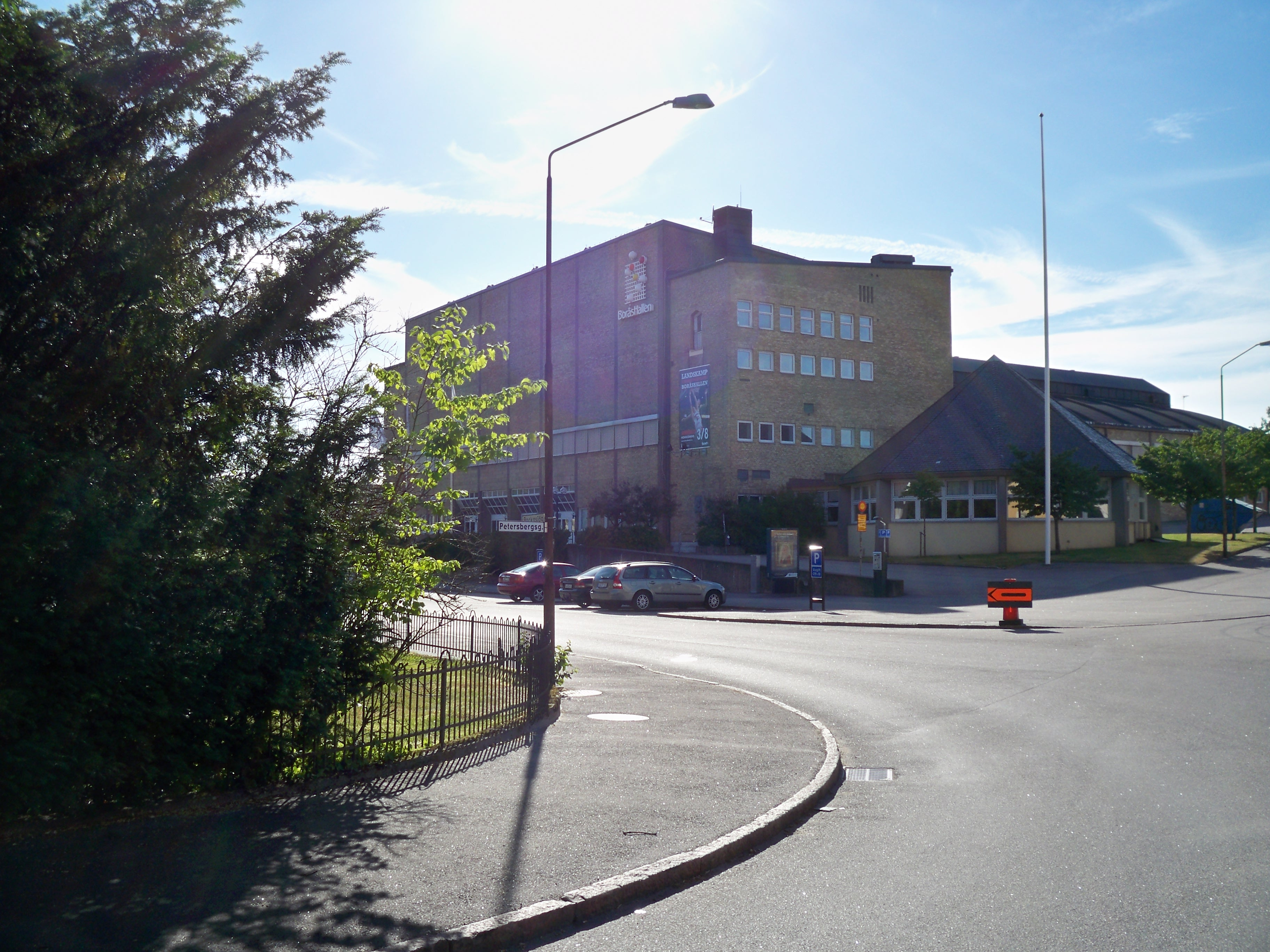
Östra sidan av Boråshallen.
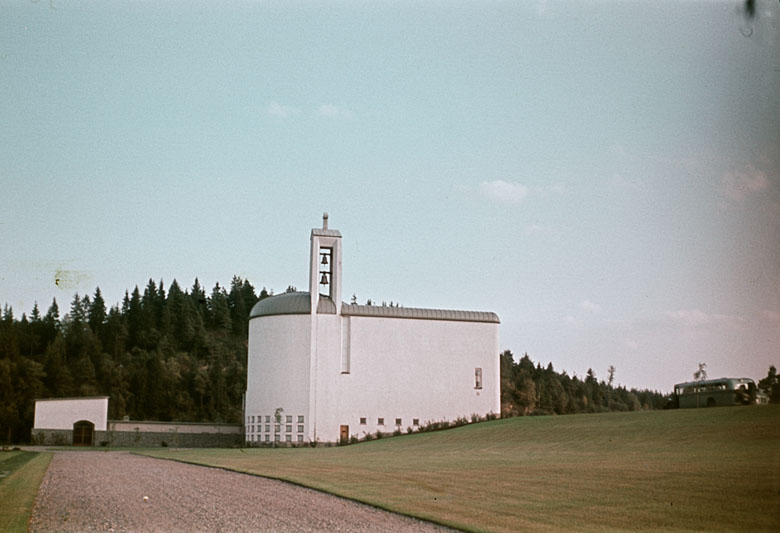
Kapellkrematorium, S:t Sigfrids griftegård